# Melaky
Melaky är en region i Madagaskar. Den ligger i den nordvästra delen av landet, 300 km nordväst om huvudstaden Antananarivo. Antalet invånare är 175 500. Arean är 38 852 kvadratkilometer.
Melaky delas in i:
- Maintirano
- Ambatomainty

Följande samhällen finns i Melaky:
- Maintirano
- Mahabe